# 韦经
韦经（？年—？年），字大伦，明朝弘治时期的御马监太监。

## 生平
弘治年间，担任御马监太监。
弘治十七年（1504年），出任两广镇守太监。正德元年（1506年），调回北京。正德元年八月，刑科右给事中汤礼敬等弹劾其侵吞国库，但没有回应。